# スクールランブル (アニメ)
『スクールランブル』（School Rumble）は、漫画『スクールランブル』を原作とするアニメーション作品シリーズ。テレビアニメシリーズが2作放送、オリジナルビデオアニメ（OVA）が2作リリースされた。
当作品の登場人物に関してはスクールランブルの登場人物を参照。

## 概要
テレビアニメ第1期
2004年10月5日から2005年3月29日の夕方6時から6時半まで、テレビ東京系列（TXN）で放送。また、BSジャパンと少し遅れてAT-X、2005年11月からキッズステーションでも放送された。
テレビ東京開局40周年記念作品。地上デジタル放送では4:3サイズで放送された。字幕放送。
- 原作における1巻から8巻序盤まで、時系列でいえば、2年C組の一学期始業式から二学期中間テスト終了までをアニメ化。
- 後のシリーズ「スクールランブル二学期」等と区別して「一学期」と呼ばれることが稀にある。
- 1回の放送で主に短編3本を放送。サブタイトルはオープニングテーマ終了前に3本分全て表示される。3つのサブタイトルはほとんどが韻を踏んだ形となっている。オープニングテーマの前やエンディングテーマの直後に1本放送されることもある。
- ポケモンショック以降、大概のアニメで表示されている「TVを観るときは部屋を明るくして離れてから」のガイダンスを、本編に入れたり、シチュエーションに合わせた表示方法をとるなどして、毎回違った趣向を見せている。
- 原作には天満・播磨たちが飲酒をする場面があるが、アニメでは播磨が料理店で酒を注文したり姉ヶ崎の家では「もっと（アルコール度数が）強いのじゃねえと飲めねぇ・・・」と心で呟いてはいるが、飲むシーンは麦茶やオレンジジュースなどに差し替えられている。播磨のノーヘルでのバイク運転も、ヘルメット着用に変更された。
- 第18話のEDに登場した巨大ロボドジビロンは、劇中のメインキャラの名前が主演声優の名前をもじっていたり、その回限定のEDテーマ（後述）に合わせて3DCGでドジビロンが活躍する描写がある。
- 最終回のエンディングは、いつもどおり次回予告をする天満に烏丸がツッコミを入れるというもので、実際に原作での続きにあたるサバイバルゲームの映像が流された。
- 最終回のサブタイトルは、放送当時の日本のテレビアニメ史上最長となる187文字であり、2022年に『このヒーラー、めんどくさい』第1話に抜かれるまで17年間最長記録を保持し続けた。このため、テレビ欄は「突然の以下略」と表記された。
- 最終回は、原作者の小林尽自らが原画・動画を担当している。

テレビアニメ第2期
『スクールランブル 二学期』として、2006年4月から9月まで、テレビ東京系列6局にて放送された。2006年5月から10月までAT-Xでも放送された。前作と同様、画面サイズは4:3サイズ、ハイビジョン非対応。地上デジタル放送では額縁放送。
- 一学期は夕方に放送していたのに対し、今期は深夜枠にて放送された。そのせいかテレビ東京は製作に関与しておらず、一学期にプロデューサーとして名を連ねた東不可止は「番組担当」としてクレジットされている。
- 原作8巻から14巻途中まで、時系列でいえば、二学期の2年C組文化祭出し物争奪サバイバルゲーム直前から三学期始業式までをアニメ化。
- 制作スタッフは第1期とほぼ同じだが、監督は同時期開始の『銀魂』に移行した高松信司に代わって金﨑貴臣が務めている。キャストは一条かれん役が南里侑香からMAKOに、笹倉葉子役がくるまどあきこから平野綾に変更された。
- 一学期と比べると、オリジナルエピソードが多めになっている。
- ライブシーンなどで使用されている一条かれんの挿入歌は、一条役声優のMAKOではなくLiaが歌っている。
- 第1期でテロップに付いていた振り仮名は殆ど無くなっているが、残っているところもある。オープニング、エンディングに歌詞が表示されている。
- 一学期では通学路の横を江ノ島電鉄が通過していたが、二学期でも矢神町の情報誌に鎌倉大仏らしきものが描かれるなど、舞台のモデルに鎌倉を思わせる描写がある。
- DVDの販売元であるマーベラスエンターテイメントのCMの最後に流れる社名クレジットには、通常は統一したものが使用されているが、本作品では天満役の小清水亜美による「マーベラスエンターテイメントッ!ジュワッ!!」という専用のものが使用された（第17話以降エンディングテーマ『二人は忘れちゃう』のマキシシングルの場合は八雲役の能登麻美子も加えた上記と異なる専用のものが使用された）。ただし、同じCMでもメディアファクトリーの場合は専用のものは使われていない。
- 小林尽が本人役で登場している（声優出演自体は一学期にもあった）。
- 最終回のサブタイトルは、日本のテレビアニメ史上最短の1文字である（サブタイトルがない作品を除く）。

## スタッフ
|                      | 第1期                                   | 第2期                                           |
| -------------------- | --------------------------------------- | ----------------------------------------------- |
| 監督                 | 高松信司                                | 金崎貴臣                                        |
| 監督補佐             | N/A                                     | 大隈孝晴                                        |
| シリーズ構成         | ときたひろこ                            | ときたひろこ                                    |
| キャラクターデザイン | 渡辺はじめ                              | 渡辺はじめ                                      |
| 美術監督             | 秋葉みのる                              | 北原美佐                                        |
| 色彩設計             | 酒井美晴                                | 津守裕子                                        |
| 撮影監督             | 鎌田克明                                | 鎌田克明                                        |
| 編集                 | 小島俊彦、中葉由美子                    | 小島俊彦、中葉由美子                            |
| 音楽                 | 大森俊之                                | 大森俊之                                        |
| 音響監督             | たなかかずや                            | たなかかずや                                    |
| プロデューサー       | 板橋秀徳、小川文平                      | 板橋秀徳、小川文平                              |
| プロデューサー       | 東不可止                                | N/A                                             |
| アニメーション制作   | スタジオコメット                        | スタジオコメット                                |
| 製作                 | テレビ東京、創通映像 マーベラス音楽出版 | マーベラスエンターテイメント 創通エージェンシー |

## 主題歌
ストーリーに合わせた回数限定のテーマ曲・挿入歌が多用された。
第1期
オープニングテーマ
「スクランブル」（♯1 - ♯24）
作詞・作曲 - スズーキタカユキ / 編曲 - UNSCANDAL / 歌 - 堀江由衣 with UNSCANDAL
「海の男はよ」 (♯25)
作詞 - コバヤツヅン / 作曲・編曲 - 大森俊之 / 歌 - 鬼哭丸少年合唱団
エンディングテーマ
「オンナのコ♡オトコのコ」（♯1 - ♯17・♯19 - ♯24）
作詞・作曲・編曲 - 小西康陽 / 歌 - 小倉優子
「破天荒ロボ ドジビロンのテーマ」（♯18）
作詞 - 悪友 / 作曲・編曲 - 大森俊之 / 歌 - 浪花十三&ドジビロンV
「スクランブル」（♯25）
作詞・作曲 - スズーキタカユキ / 編曲：UNSCANDAL / 歌 - 堀江由衣 with UNSCANDAL
「School Rumble 4 Ever」（♯26）
作詞 - 相吉志保 / 作曲・編曲 - たかはしごう / 歌 - 小清水亜美・堀江由衣・生天目仁美・清水香里
挿入歌
「恋のKimochi」（♯4）
作詞 - 和泉優 / 作曲・編曲 - 岩戸崇 / 歌 - 佐伯美愛
「Feel my feeling」（♯8）
作詞 - 竹中あこ / 作曲・編曲 - 大森俊之 / 歌 - 堀江由衣
「君へ 〜風にのせて〜」（♯10）
作詞 - 小林尽 / 作曲・編曲 - 大森俊之 / 歌 - 高橋広樹
「アマイユメ」（♯15）
作詞・作曲 - Salia / 編曲 - shin-go / 歌 - unicorn table
「銀河沿線'05」（♯25）
作詞 - ハリマケンジ / 作曲・編曲 - 大森俊之 / 歌 - 高橋広樹
第2期
オープニングテーマ
「せんちめんたる じぇねれ〜しょん」
作詞・作曲 - つんく / 編曲 - 鈴木俊介 / 歌 - 時東ぁみ
エンディングテーマ
「この涙があるから次の一歩となる」（♯1 - ♯12・♯14 - ♯16）
作詞・作曲 - つんく / 編曲 - 鈴木俊介 / 歌 - 時東ぁみ
「The Last Candle」（♯13）
作曲・編曲 - 大森俊之
「二人は忘れちゃう」（♯17 - ♯26）
作詞 - 中井雅 / 作曲・編曲 - IPPEI / 歌 - 塚本姉妹（小清水亜美・能登麻美子）
挿入歌
「Crossing Over」（♯2・♯5・♯6）
作詞 - 竹中あこ / 作曲・編曲 - 大森俊之 / 歌 - Lia
「Feel like a girl」（♯2・♯6）
作詞 - 竹中あこ / 作曲・編曲 - 大森俊之 / 歌 - Lia
「17's Heart」（♯4）
作詞 - 和泉優 / 作曲・編曲 - 岩戸崇 / 歌 - 佐伯美愛
「Closer」（♯5）
作詞 - Salia / 作曲 - shin-go / 編曲・歌 - unicorn table
「The super girl has the super heart」（♯7）
作詞 - 竹中あこ / 作曲・編曲 - 大森俊之 / 歌 - 生天目仁美
「Boy」（♯7）
作詞 - 和泉優 / 作曲・編曲 - 岩戸崇 / 歌 - 清水香里
「海の男はよ」（♯15）
作詞 - コバヤツヅン / 作曲・編曲 - 大森俊之 / 歌 - 鬼哭丸少年合唱団
「破天荒ロボ ドジビロンのテーマ」（♯20）
作詞 - コバヤツヅン / 作曲・編曲 - 大森俊之 / 歌 - 浪花十三
「Love&Peace」（♯21）
作詞・作曲・編曲 - unicorn table / 歌 - 五條真由美

## 各話リスト
| 話数  | サブタイトル | 脚本         | コンテ       | 演出                | 作画監督                 | 放送日         |
| 第1期 | 第1期 | 第1期        | 第1期        | 第1期               | 第1期                    | 第1期          |
| ----- | --- | ------------ | ------------ | ------------------- | ------------------------ | -------------- |
| ♯1    | 新学期でドキドキ! ラブレターでジタバタ! 自転車でドキューン! | ときたひろこ | 高松信司     | 高松信司            | 渡辺はじめ               | 2004年 10月5日 |
| ♯2    | わからないテスト! でられないトイレ! ありえない身体検査! | 江夏由結     | 高柳哲司     | 江島泰男            | 木下由美子               | 10月12日       |
| ♯3    | 見つめてスケッチ! ねらって矢文! 教えてパジャマパーティー! | 高橋ナツコ   | 長濱博史     | 長濱博史            | 白井伸明                 | 10月19日       |
| ♯4    | ブタはブーブー! ネコはニャー! カエルもカッパもガーガーガー! | 丸尾みほ     | まつみゆう   | 渡辺健一郎          | 梶浦紳一郎               | 10月26日       |
| ♯5    | 燃える初恋! 燃えるお茶会! 燃えるソフトボール! | ときたひろこ | 江上潔       | 上野史博            | 鈴木伸一                 | 11月2日        |
| ♯6    | 放課後のサバイバル! 告白の時、アライバル! 二人きりのホスピタル! | 金春智子     | 石踊宏       | 石踊宏              | 野田康行                 | 11月9日        |
| ♯7    | プールで清掃! プールで暴走! プールで戦争! | 吉田玲子     | 麦野アイス   | 金崎貴臣            | 細越裕治                 | 11月16日       |
| ♯8    | はじめてのお買い物! はじめてのお弁当! はじめての失恋! えっ? | 江夏由結     | 高柳哲司     | 江島泰男            | 木下由美子 谷口守泰      | 11月23日       |
| ♯9    | マンガで不幸! お姉さんで不幸! かっぱさんで大不幸! | ときたひろこ | 高柳哲司     | 濁川敦              | 日向正樹                 | 11月30日       |
| ♯10   | お願い、神さま! お願い! リアル動物占い! お願い!! 天満ちゃん! | 丸尾みほ     | まつみゆう   | 西村大樹            | 飯田清貴                 | 12月7日        |
| ♯11   | 奈良! 烏丸! 播磨! | 高橋ナツコ   | 佐藤昌文     | 佐藤昌文            | 飯飼一幸                 | 12月14日       |
| ♯12   | 海で助けて! ハダカで助けて! ホントにマジで助けて! | 吉田玲子     | 石踊宏       | 石踊宏              | 野田康行                 | 12月21日       |
| ♯13   | ミッション1は愛の告白! ミッション2は夜の攻防! ミッション3はピーヒョロロ! | 吉田玲子     | 高柳哲司     | 高柳哲司            | 原由美子                 | 12月28日       |
| ♯14   | みたことある? かわいくなくない? よろしくおねがいします! | 金春智子     | 麦野アイス   | 西村大樹            | 梶浦紳一郎               | 2005年 1月4日  |
| ♯15   | 夏と、友情と、打ち上げ花火と。 | 金春智子     | 濁川敦       | 濁川敦              | 日向正樹                 | 1月11日        |
| ♯16   | 茶道部なのに... 茶道部だけど... 茶道部だから... | 江夏由結     | まつみゆう   | 江島泰男            | 木下由美子               | 1月18日        |
| ♯17   | 夏の盛りのキリンのキモチ! 夏の終わりのパニックパーティー! 夏が過ぎたらチェンジング・ナウ! | ときたひろこ | 佐藤昌文     | 佐藤昌文            | 飯飼一幸                 | 1月25日        |
| ♯18   | かれんの恋、まだまだかれんの恋、ぼちぼちかれんの恋、そして... | 丸尾みほ     | 石踊宏       | 三沢伸              | 野田康行                 | 2月1日         |
| ♯19   | 芸術に夢を! 神に誓いを! 星に願いを! | ときたひろこ | まつみゆう   | 金崎貴臣            | 細越裕治                 | 2月8日         |
| ♯20   | あれがない! これもない! どうしようもない! | 高橋ナツコ   | 高柳哲司     | 西村大樹            | 飯田清貴                 | 2月15日        |
| ♯21   | 逆襲の花井! 閃光のかれん! 再会、お姉さん | 吉田玲子     | 濁川敦       | 濁川敦              | 日向正樹                 | 2月22日        |
| ♯22   | いざ開戦! さぁ騎馬戦! もう大乱戦! | 江夏由結     | まつみゆう   | 小田原男            | 山縣亜紀                 | 3月1日         |
| ♯23   | 女の闘い! 男の戦い! たたかい終わって... | 丸尾みほ     | 佐藤昌文     | 佐藤昌文            | 飯飼一幸                 | 3月8日         |
| ♯24   | 焦燥 逡巡 彷徨 | 高橋ナツコ   | 三沢伸       | 三沢伸              | 野田康行                 | 3月15日        |
| ♯25   | （船の絵）（電車の絵）（エレキギターの絵） | 吉田玲子     | 高柳哲司     | 西村大樹            | 梶浦紳一郎               | 3月22日        |
| ♯26   | 突然の「さよなら」... 迷い込んだラビリンス... あなたはだれ?... 教えて。 「すれちがい」「片想い」とどけ、ボクの気持ち。とどけ、ワタシの想い。 たぶん一度しかない季節、青春の1ページ。 これが最後のチャンス、確かめたい... キミの気持ち。 伝わる言葉、伝わらない想い。あの日の告白、永遠の一日、 だけど… いつまでも続いていく、わたしたちの「いま」。 そして明日へ...「スクールランブルフォーエバー」 | ときたひろこ | 高松信司     | 高松信司            | 原由美子                 | 3月29日        |
| 第2期 | |              |              |                     |                          |                |
| ♯1    | SCRAMBLEがRELOADED! SUPERSTARにREQUEST! SCANDALOUSなRESTART! | ときたひろこ | 金崎貴臣     | 金崎貴臣            | 土屋圭                   | 2006年 4月2日  |
| ♯2    | 策謀 戦場 朋友 | 金春智子     | 大隈孝晴     | 大隈孝晴            | 志田ただし               | 4月9日         |
| ♯3    | 美獣VS美獣! 軍神VS武神! 先生VS生徒 | 江夏由結     | 大久保政雄   | 大久保政雄          | 野田康行                 | 4月16日        |
| ♯4    | 演劇で妄想! 銭湯で妄想! オニギリで妄想! | 丸尾みほ     | 稲垣隆行     | 稲垣隆行            | 細越裕治                 | 4月23日        |
| ♯5    | オミズは文化 マンガは文化 ケーキもブンカ | ときたひろこ | 佐藤まさふみ | 佐藤まさふみ        | 飯飼一幸                 | 4月30日        |
| ♯6    | スリーピング・ビースト キッス・インポッシブル フィナーレ | ときたひろこ | 池端隆史     | 池端隆史            | 音地正行                 | 5月7日         |
| ♯7    | 闘え、ハンター! 闘え、イーター! 闘え、アルバイター! | ときたひろこ | 金崎貴臣     | 徳本善信            | 秦野好紹                 | 5月14日        |
| ♯8    | はっちゃけ☆女子バスケ部誕生! はっちゃけ☆よろしく先輩? はっちゃけ☆涙のブランコ... | 高橋ナツコ   | 大隈孝晴     | 恋野タンゴ          | はっとりますみ           | 5月21日        |
| ♯9    | パス! ドリブル! シュート! | 江夏由結     | 大久保政雄   | 大久保政雄          | 野田康行                 | 5月28日        |
| ♯10   | ヒィー! ヒィー! ヒィー! ヒィー! ヒィー! ヒィー! | 丸尾みほ     | 稲垣隆行     | 稲垣隆行            | 志田ただし               | 6月4日         |
| ♯11   | ナポレオン、生と死の間で... 西本、性と志の間で... サラ、聖と私の間で... | 高橋ナツコ   | 稲垣隆行     | 徳本善信            | 野村雅史 丸山隆          | 6月11日        |
| ♯12   | パーフェクト、禁止! 立ち入り、禁止! 半ズボン、禁止! | 江夏由結     | 佐藤まさふみ | 佐藤まさふみ        | 飯飼一幸                 | 6月18日        |
| ♯13   | 振りかえればヤツがいる。カラスマの名にカケて。謎はすべて解けた! | 丸尾みほ     | 恋野タンゴ   | 恋野タンゴ          | 阿部千秋                 | 6月25日        |
| ♯14   | ATエルカドINアメリカ（26F）WITHアメリカ（26h） | ときたひろこ | 大隈孝晴     | 大隈孝晴            | 原由美子                 | 7月2日         |
| ♯15   | 締めだされた男 招かれた男 試された男 | 金春智子     | 大久保政雄   | 大久保政雄          | 野田康行                 | 7月9日         |
| ♯16   | 誰にも縛られたくない〜! もう学校や家には帰りたくない〜! 暗い夜の帳の中で〜! | ときたひろこ | 細越裕治     | 友田政晴            | はっとりますみ           | 7月16日        |
| ♯17   | ...愛理の逃避行 ...播磨のララバイ ...偽りの花嫁 | 高橋ナツコ   | 稲垣隆行     | 稲垣隆行            | 志田ただし               | 7月23日        |
| ♯18   | バイトの甘いワナ 教室の甘いワナ セレブの甘いワナ | 丸尾みほ     | 佐藤まさふみ | 佐藤まさふみ        | 飯飼一幸                 | 7月30日        |
| ♯19   | こっちもあっちもX'マス! 驀進FOR X'マス! 砕けろX'マス! | 江夏由結     | 金崎貴臣     | 大隈孝晴            | 細越裕治                 | 8月6日         |
| ♯20   | 友だち以上... 恋人未満... それ以前... | ときたひろこ | 稲垣隆行     | 熨斗谷充孝          | 阿部千秋                 | 8月13日        |
| ♯21   | ...スクランです。......スクランですよ。.........スクランですってば! | 高橋ナツコ   | 大久保政雄   | 大久保政雄          | 野田康行                 | 8月20日        |
| ♯22   | 初夢 獅子舞 お正月 | 江夏由結     | 恋野タンゴ   | 恋野タンゴ          | はっとりますみ           | 8月27日        |
| ♯23   | ドリームジャンボ ドリームジャンプ ドリームエクスプレス | 金春智子     | 稲垣隆行     | 友田政晴            | 志田ただし               | 9月3日         |
| ♯24   | 南の虹の2-C! ふしぎな島のヤークモ! 七つの海の...! | 丸尾みほ     | 佐藤まさふみ | 佐藤まさふみ        | 飯飼一幸                 | 9月10日        |
| ♯25   | ロマンチックだね、播磨くん! ジンガマに載った、播磨くん! キャモ〜ン♡、播磨くん! | ときたひろこ | 大隈孝晴     | 大隈孝晴            | 飯田清貴 阿部千秋 練午子 | 9月17日        |
| ♯26   | .（ピリオド） | ときたひろこ | 金崎貴臣     | 金崎貴臣 恋野タンゴ | 渡辺はじめ               | 9月24日        |

## OVA
『スクールランブル 一学期補習』（発売日2005年12月22日）
- 内容は漫画版で第1期に含まれなかったものが中心になっている。

♭01 また新学期でドキドキ! そばにいたくてジタバタ! ハダカの君にドキューン!
♭02 スマイルください! マンモスたべたい! 恋してもいいですか?

### スタッフ（OVA）
- 監督 - 高松信司
- シリーズ構成・脚本 - ときたひろこ
- キャラクターデザイン・総作画監督 - 渡辺はじめ
- 絵コンテ・演出 - 金﨑貴臣
- 作画監督 - 野田康行
- 美術監督 - 秋葉みのる
- 色彩設計 - 酒井美晴
- 撮影監督 - 鎌田克明
- 編集 - 小島俊彦
- 音楽 - 大森俊之
- 音響監督 - たなかかずや
- プロデューサー - 小川文平、せきやまあきひろ
- アニメーション制作 - スタジオコメット
- 製作 - マーベラスエンターテイメント、キングレコード、創通エージェンシー

### 主題歌（OVA）
オープニングテーマ
「スクランブル」
作詞・作曲 - スズーキタカユキ / 編曲 - UNSCANDAL / 歌 - 堀江由衣 with UNSCANDAL
エンディングテーマ
「銀河沿線'05」 (♭1)
作詞 - ハリマケンジ / 作曲・編曲 - 大森俊之 / 歌 - 高橋広樹
「オンナのコ♡オトコのコ」 (♭2)
作詞・作曲・編曲 - 小西康陽 / 歌 - 小倉優子

## 単行本初回限定版特典DVDアニメ
単行本21巻&22巻の初回限定版特典DVDアニメ『スクールランブル 三学期』として製作された。スクールランブル 三学期♯1-24が放送されたと仮定した内容の♯25と♯26（最終話）。♯25の冒頭やオープニングに♯1-24のダイジェストシーンやカットが収められている。監督にはテレビアニメ第1期の高松信司が復帰した。
- 単行本21巻初回限定版 DVD『スクールランブル 三学期♯25』付き 2008年7月17日刊行
♯25 届け!私の想い! 砕け散れ!俺の想い! 愛は疾走する!
- 単行本22巻初回限定版 DVD『スクールランブル 三学期♯26』付き 2008年9月17日刊行
♯26 最終回

### スタッフ（特典DVD）
- 監督 - 高松信司
- シリーズ構成・脚本 - ときたひろこ
- キャラクターデザイン・作画監督 - 渡辺はじめ
- 美術監督 - 西倉力
- カラーコーディネイト - 津守裕子
- 撮影監督 - 鎌田克明、菊池達也
- 編集 - 小島俊彦
- 音楽 - 大森俊之
- 音響監督 - たなかかずや
- プロデューサー - 立石謙介、吉本雅和、中田素博、鈴木綾一、小川文平
- アニメーション制作 - スタジオコメット
- 製作 - 講談社

### 主題歌（特典DVD）
オープニングテーマ
「スクランブル」
作詞・作曲 - スズーキタカユキ / 編曲 - UNSCANDAL / 歌 - 堀江由衣 with UNSCANDAL
エンディングテーマ
「オンナのコ♡オトコのコ（塚本姉妹Ver.）」（♯25）
作詞・作曲・編曲 - 小西康陽 / 歌 - 塚本天満・塚本八雲（小清水亜美・能登麻美子）
「School Rumble Forever」（♯26）
作詞 - 相吉志保 / 作曲・編曲 - たかはしごう / 歌 - 塚本天満・塚本八雲 featuring 周防美琴・沢近愛理・高野晶（小清水亜美・能登麻美子・生天目仁美・堀江由衣・清水香里）

### ユニットメンバー
1. ↑  ドジビロンイエロー / 黄清水あみ（小清水亜美）、ドジビロンブルー / 青水かおり（清水香里）、ドジビロングリーン / 緑天目ひとみ（生天目仁美）、ドジビロンピンク / 桃登まみこ（能登麻美子）、ドジビロンレッド / 赤江ゆい（堀江由衣）